# Numero di Wilson
Un primo di Wilson, che prende il nome dal matematico inglese John Wilson, è un numero primo p tale che p2 divide (p − 1)! + 1, dove il simbolo ! indica la funzione fattoriale; si confronti questo risultato con le asserzioni del teorema di Wilson, il quale afferma che ogni numero primo p divide (p − 1)! + 1.
Gli unici numeri primi di Wilson conosciuti sono 5, 13 e 563; se ne esistono altri devono essere maggiori di {\displaystyle 2\cdot 10^{13}}. È stato congetturato che esistano infiniti primi di Wilson, e che il loro numero in un dato intervallo [x, y] sia circa uguale a {\displaystyle \log \left({\frac {\log x}{\log y}}\right)}.
Nella speranza di trovare nuovi primi di Wilson sono state svolte diverse ricerche attraverso computer. Il progetto di calcolo distribuito Ibercivis include una ricerca dei primi di Wilson. Un'altra ricerca è svolta al mersenneforum.

## Generalizzazioni

### Primi di Wilson di ordinen
Il teorema di Wilson può essere espresso in generale come {\displaystyle {\displaystyle (n-1)!(p-n)!\equiv (-1)^{n}\ {\bmod {p}}}} per ogni intero {\displaystyle n\geq 1} e primo {\displaystyle p\geq n}. I primi di Wilson generalizzati di ordine {\displaystyle n} sono i primi {\displaystyle p} tali che {\displaystyle p^{2}} divida {\displaystyle (n-1)!(p-n)!-(-1)^{n}}.
È stato congetturato che per ogni numero naturale {\displaystyle n} esistano infiniti primi di Wilson di ordine {\displaystyle n}.
| {\displaystyle n} | primi {\displaystyle p} tali che {\displaystyle p^{2}} divida {\displaystyle (n-1)!(p-n)!-(-1)^{n}} (fino a 10000) |
| ----------------- | --- |
| 1                 | 5, 13, 563, ... |
| 2                 | 2, 3, 11, 107, 4931, ...                                                                                           |
| 3                 | 7, ... |
| 4                 | 10429, ... |
| 5                 | 5, 7, 47, ... |
| 6                 | 11, ... |
| 7                 | 17, ... |
| 8                 | ... |
| 9                 | 541, ... |
| 10                | 11, 1109, ... |
| 11                | 17, 2713, ... |
| 12                | ... |
| 13                | 13, ... |
| 14                | ... |
| 15                | 349, ... |
| 16                | 31, ... |
| 17                | 61, 251, 479, ...                                                                                                  |
| 18                | 13151527, ... |
| 19                | 71, ... |
| 20                | 59, 499, ... |
| 21                | 217369, ... |
| 22                | ... |
| 23                | ... |
| 24                | 47, 3163, ... |
| 25                | ... |
| 26                | 97579, ... |
| 27                | 53, ... |
| 28                | 347, ... |
| 29                | ... |
| 30                | 137, 1109, 5179, ...                                                                                               |

### Numeri di Wilson
Un numero di Wilson è un numero naturale {\displaystyle n} tale che {\displaystyle W(n)\equiv 0{\bmod {n}}^{2}} dove {\displaystyle {\displaystyle W(n)=\prod _{\stackrel {1\leq k\leq n}{\gcd(k,n)=1}}{k}+e}} , e dove {\displaystyle e=1} se {\displaystyle n} ha una radice primitiva, altrimenti {\displaystyle e=-1}. Per ogni numero naturale {\displaystyle n}, {\displaystyle W(n)}è divisibile per {\displaystyle n}. I numeri di Wilson sono
1, 5, 13, 563, 5971, 558771, 1964215, 8121909, 12326713, 23025711, 26921605, 341569806, 399292158, ...
Se un numero di Wilson {\displaystyle n} è primo, allora è considerato un primo di Wilson. Ci sono 13 numeri di Wilson fino a {\displaystyle 5\cdot 10^{8}}.